# Xysticus kuzgi
Xysticus kuzgi là một loài nhện trong họ Thomisidae.
Loài này thuộc chi Xysticus. Xysticus kuzgi được Yuri M. Marusik & Dmitri Viktorovich Logunov miêu tả năm 1990.